# Besoin opérationnel (Royaume-Uni)
 (novembre 2021).
Un besoin opérationnel, en anglais : « Operational Requirement », ou OR, était un document du Ministère de l'Air (Air Ministry) britannique décrivant les caractéristiques d'un futur aéronef ou système d'armes.
Suivi d'une numérotation, l'OR devait décrire le rôle de l'appareil (chasseur, bombardier, etc.) ou quel type d'armement était désiré (canon, missile, bombe, etc.). Suivant ce document, un cahier des charges officiel (specification) officiel était émis, les constructeurs pouvant choisir de concevoir un aéronef ou un armement spécifique répondant aux besoins exprimés.
Les OR furent reconduits en même temps que fut dissous l'Air Ministry et créé le Ministère de la Défense (Ministry of Defence, MoD)

## Autres besoins
Un « besoin expérimental », en anglais : « Experimental Requirement », ou ER, était destiné à la conception d'un aéronef expérimental, par exemple l'ER.100, qui permit le développement de l'English Electric Lightning.